# Bill Attley
William A. Attley (nacido el 5 de abril de 1938) es un exsindicalista y árbitro de fútbol irlandés.
Nacido en Rathcoole, Dublín, Attley estudió en el National College of Industrial Relations. Se convirtió en miembro activo del Sindicato de Trabajadores de Irlanda (WUI), siendo elegido secretario de sección en 1968, luego secretario general adjunto en 1977 y secretario general desde 1982.  En 1990, lideró una fusión del WUI con el Sindicato Irlandés de Trabajadores del Transporte y Generales, formando el SIPTU (Sindicato de Servicios, Industrial, Profesional y Técnico), sirviendo como Presidente General Adjunto hasta 1994,  luego como Secretario General hasta su jubilación en 1998.
Fuera del sindicalismo, Attley militaba en el Partido Laborista  y era un entusiasta árbitro de fútbol; llegó a trabajar con la UEFA para reclutar y entrenar árbitros, y cuando se jubiló se convirtió en asesor principal de árbitros de la Asociación de Fútbol de Irlanda.